# Hog Hill (Midlothian)
Der Hog Hill ist ein Hügel der Moorfoot Hills. Er liegt am Nordwestrand der Hügelkette. Seine 434 m hohe Kuppe befindet sich in der schottischen Council Area Midlothian. In den Moorfoot Hills existieren zwei Hügel namens Hog Hill. Vorliegender Hügel ist nicht mit dem südwestlich gelegenen Hog Hill in den Scottish Borders zu verwechseln.
Etwa fünf Kilometer südwestlich des Hog Hills befindet sich die Ortschaft Eddleston am Eddleston Water, das den Westrand der Moorfoot Hills markiert. Die Kleinstadt Penicuik am Fuße der Pentland Hills liegt rund zehn Kilometer nordwestlich.

## Umgebung
Entlang seiner Ostflanke verläuft der Oberlauf des South Esk, der nördlich, am Fuße des Hog Hills, zum Gladhouse Reservoir aufgestaut wird. Verschiedene an den Hängen des Hog Hills entspringende Bäche münden in den South Esk. Zu den umliegenden Hügeln zählen der Dundreich im Süden sowie The Kipps im Südosten.
An der Nordflanke des Hog Hill finden sich Besiedlungsspuren. Zwischen Hog Hill und The Kipps finden sich die Ruinen des Tower House Hirendean Castle. An der Westflanke des Hügels wurde einst Sand und Kies abgebaut.